# 윤갑병
윤갑병(尹甲炳, 일본식 이름: 平沼秀雄히라누마 히데오, 1863년 8월 28일 ~ 1943년 1월 5일)은 일제강점기에 여러 친일단체에서 활동했던 인물로, 본적은 경성부 명륜정이다.

## 생애
평안북도 의주군에서 태어나 일본, 중국으로 건너가 공부하다가 1894년 내부주사로 관직에 진출했다. 궁내부 주사, 농상아문 참의, 농상국장, 충청남도 정산군 군수 등을 지내다가 1904년 일진회가 창립되자 이에 가담, 일진회 평의원으로 활동을 시작하면서 본격적인 친일 활동을 벌였다.
윤시병과 함께 일본군 군수물자 수송에 참여하여 훈4등 서보장을 받았고 이토 히로부미의 눈에 들어 함경북도 관찰사를 지내고 1910년 일진회 간부로서 합병을 앞장서서 추진, 후에 한국병합기념장을 받았다. 함경북도 관찰사를 시작으로 평안북도 참여관과 강원도 지사 등을 지냈고, 국민협회(國民協會), 대동일진회(大東一進會) 등 유명한 친일 단체들을 조직하였다.
1920년 민원식과 함께 국민협회를 결성한 뒤 민원식이 피살되자 국민협회 회장에 취임했고, 1925년 조선총독부 중추원의 참의에 임명되었다. 1938년 이석규와 함께 대동일진회를 조직하여 회장을 맡은 뒤 이용구와 송병준의 추도 행사를 개최하기도 했다.

## 사후
- 2002년 발표된 친일파 708인 명단과 2008년 민족문제연구소에서 친일인명사전에 수록하기 위해 정리한 친일인명사전 수록예정자 명단에 모두 선정되었다. 2009년 친일반민족행위진상규명위원회가 발표한 친일반민족행위 705인 명단에도 포함되었다.

## 같이 보기
- 일진회
- 국민협회
- 대동일진회

## 참고자료
- 반민족문제연구소 (1993년 2월 1일). 〈윤갑병 : ‘신일본주의’를 제창한 친일 출세주의자의 전형 (김경택)〉. 《친일파 99인 1》. 서울: 돌베개. ISBN 9788971990117.